# Achnasaul

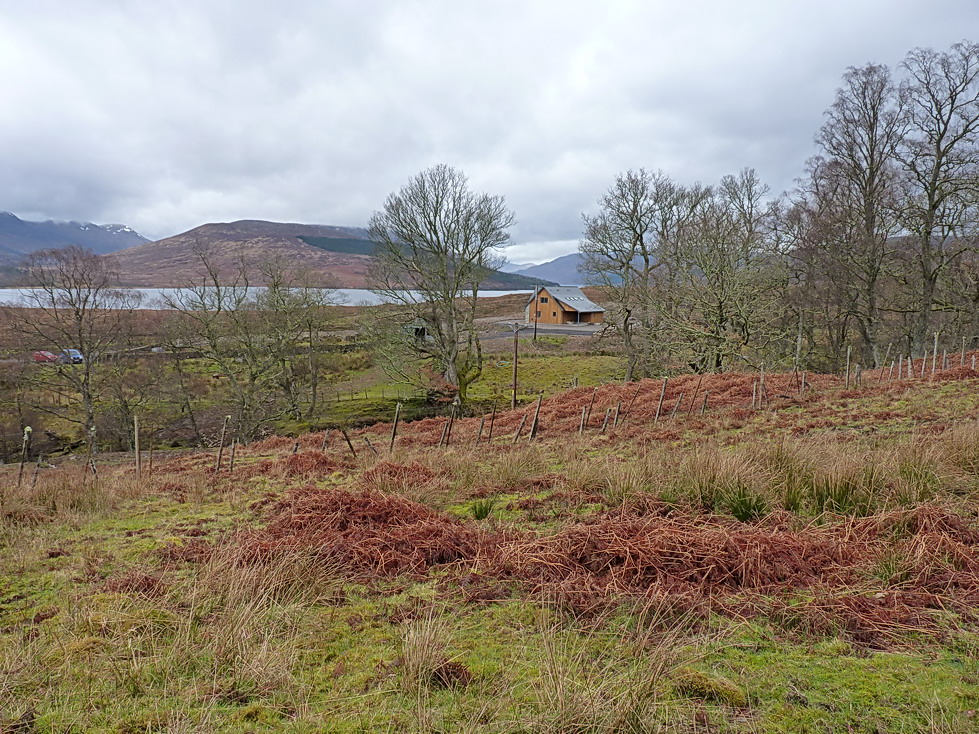
Blick über Achnasaul auf den See

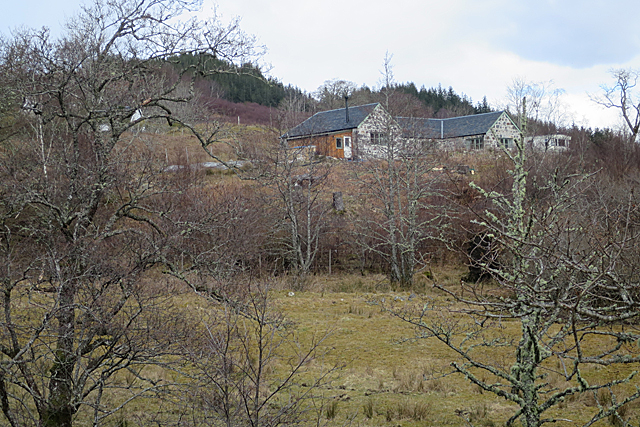
Der südliche der beiden Höfe

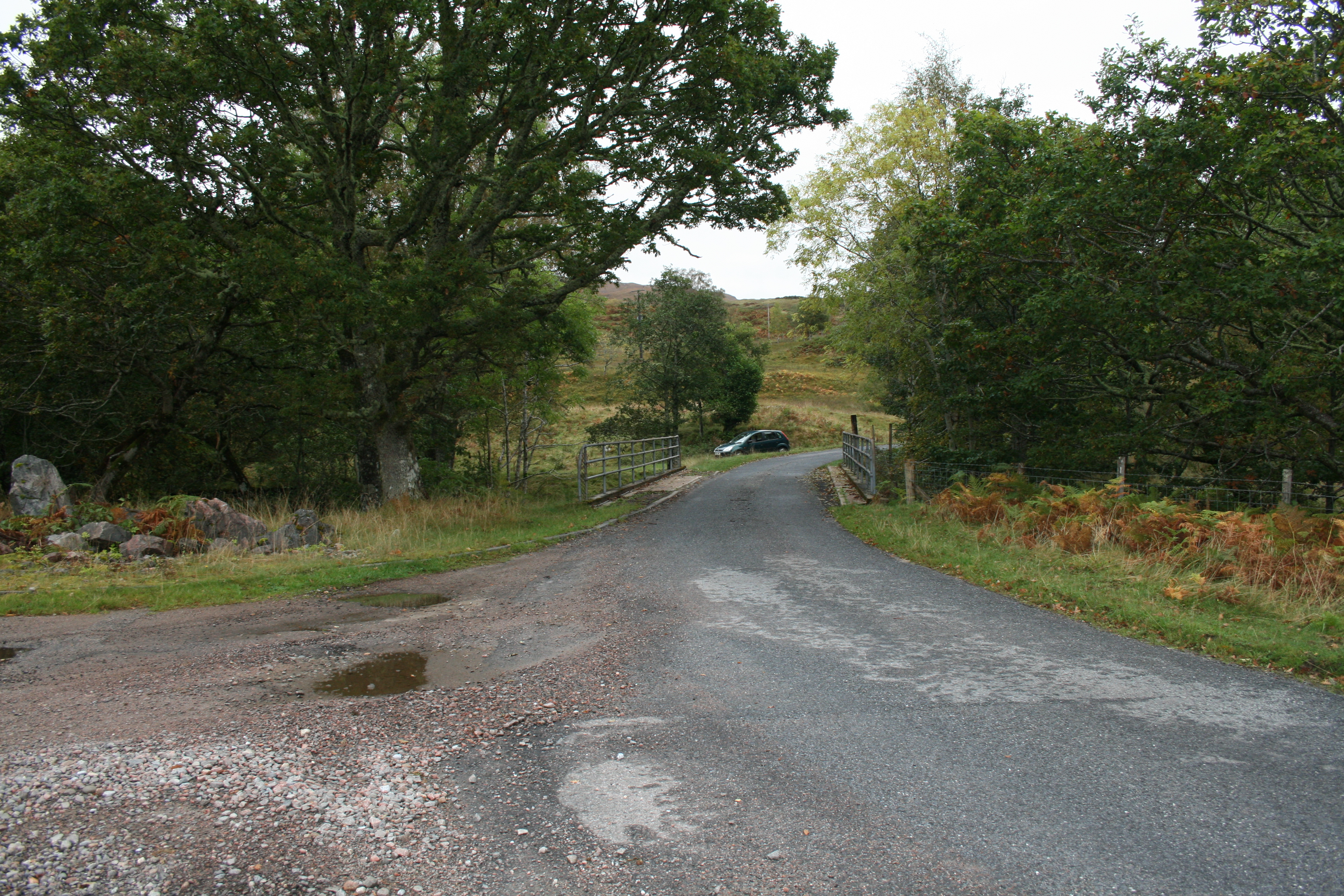
Brücke über den Bach in Achnasaul

Achnasaul ist eine kleine Ortschaft, die südwestlich von Inverness in der Region Highland im Norden von Schottland liegt. Im Rahmen der historischen Gliederung Schottlands in Civil Parishes zählt es zu Kilmallie, das zu Inverness-shire gehörte.

## Geographie
Achnasaul liegt am nördlichen Ufer des Loch Arkaig in einer ländlich geprägten Umgebung, östlich des hier mündenden Baches Allt Dubh. Es umfasst nur zwei Höfe.

## Verkehr
Verkehrstechnisch zu erreichen ist Achnasaul über die von Gairlochy nach hier kommende und zugleich endende B 8005. Weiter nach Westen führt eine Nebenstraße, parallel zum Ufer des Sees in Richtung Strathan.